# Diócesis de Chengdu
La diócesis de Chengdu o de Chengtu (en latín: Dioecesis Cemtuana y en chino tradicional, 天主教成都教區; en chino simplificado, 天主教成都教区) es una circunscripción eclesiástica de la Iglesia católica en China. Se trata de una diócesis latina, sufragánea de la arquidiócesis de Chongqing. Desde el 30 de noviembre de 2016 su obispo es Joseph Tang Yuange, aunque para el Anuario Pontificio está vacante desde 1983. 

## Territorio y organización
La diócesis tiene 100 000 km² y extiende su jurisdicción sobre los fieles católicos de rito latino residentes en parte de la provincia de Sichuan (Se-Chuan / Su-Tchuen), en donde abarca las ciudades de Chengdu (Tchen-tou-fou), Deyang (Te-yang-hien), Guangyuan (Koang-yuen-hien), Mianyang (Mien-tcheou-hien) y otros distritos y condados provinciales, por un total de 38 625 kilómetros cuadrados. Limita al oeste con la diócesis de Kangding (Tíbet sichuanés), al este con la diócesis de Shunqing (Sichuan), al sur con la diócesis de Jiading (Sichuan), al noroeste con la diócesis de Qinzhou (Gansu), y al nordeste con la diócesis de Hanzhong (Shaanxi).
La sede de la diócesis se encuentra en la ciudad de Chengdu, en donde se halla la Catedral de la Inmaculada Concepción.
En 1950 en la diócesis existían 52 parroquias.

## Historia
El catolicismo se introdujo en Chengdu en 1640, cuando dos misioneros jesuitas (Ludovico Buglio y Gabriel de Magalhães) entraron en Sichuan y pasaron gran parte de los años 1640 haciendo proselitismo. En 1753 la Sociedad de las Misiones Extranjeras de París asumió la responsabilidad de la misión católica de esta provincia.
El vicariato apostólico de Sechuan fue erigido en 1680, derivando el territorio del vicariato apostólico de Tonkín (hoy arquidiócesis de Hanoi). El 22 de octubre de 1696 Artus de Lionne, misionero francés, fue nombrado primer vicario apostólico.
En 1715 y 1781 adquirió los territorios de los vicariatos apostólicos suprimidos de Kweichow y Yunnan respectivamente.
Posteriormente cedió partes de su territorio para la erección de:
- el vicariato apostólico de Yunnan (hoy arquidiócesis de Kunming) que fue restaurado el 28 de agosto de 1840 mediante el breve Cum ad augendam del papa Gregorio XVI;[5]
- el vicariato apostólico de Kweichow (hoy arquidiócesis de Guiyang) que fue restaurado el 27 de marzo de 1846 mediante el breve Ex debito del papa Gregorio XVI;[6]
- el vicariato apostólico de Sechuan Sudoriental (hoy arquidiócesis de Chongqing) el 2 de abril de 1856 mediante el breve Cupientes pro supremi del papa Pío IX;[7] al mismo tiempo tomó el nombre de vicariato apostólico del noroeste de Sichuan;
- el vicariato apostólico de Lhasa (hoy diócesis de Kangding) en enero de 1858, a raíz de los cambios en las fronteras entre los dos vicariatos.

El 2 de abril de 1856 asumió el nombre de vicariato apostólico de Sechuan Noroccidental, que conservó hasta el 3 de diciembre de 1924, cuando en virtud del decreto Vicarii et Praefecti de la Congregación de Propaganda Fide tomó el nombre de vicariato apostólico de Chengtu.
El 2 de agosto de 1929 cedió otra porción de su territorio para la erección del vicariato apostólico de Shunkingfu (hoy diócesis de Shunqing) mediante el breve Supremi Apostolatus del papa Pío XI.
El 11 de abril de 1946 el vicariato apostólico fue elevado a diócesis con la bula Quotidie Nos del papa Pío XII.
La construcción de la catedral diocesana de la Inmaculada Concepción empezó en 1897 y se completó en 1904, bajo la supervisión de Jacques-Victor-Marius Rouchouse, misionero de la M.E.P. y el primer obispo diocesano de Chengdu.
El 27 de diciembre de 1949 la ciudad de Chengdu fue ocupada por el Partido Comunista de China, que se impuso en la guerra civil y proclamó la República Popular China el 1 de octubre de 1949. El 4 de septiembre de 1951 China comunista expulsó al nuncio apostólico Antonio Riberi y la Santa Sede continuó reconociendo a la República de China en Taiwán como el legítimo gobierno chino. Todos los misioneros extranjeros fueron expulsados de China comunista en 1952, entre ellos el obispo Henri-Marie-Ernest-Désiré Pinault.
La Asociación Patriótica Católica China fue creada con el apoyo de la Oficina de Asuntos Religiosos de la República Popular de China en 1957, con el objetivo de controlar las actividades de los católicos en China. Su nombre público es Iglesia católica china y es referida como la "Iglesia oficial" en contraposición a la "Iglesia subterránea" o "Iglesia clandestina" leal a la Santa Sede.
En el período de 1966 a 1976 la Revolución Cultural se ensañó especialmente contra la religión, destruyéndose numerosas iglesias y cesaron todas las actividades religiosas en la diócesis, que pudo reanudar sus operaciones a principios de la década de 1980.
La catedral fue reconstruida y abierta en 1984. Desde 1984 funciona en el recinto de la catedral en Chengdu el seminario interregional, perteneciente a la Asociación Patriótica Católica China, para la formación de seminaristas de las provincias de Guizhou, Sichuan y Yunnan.
El 10 de mayo de 2011 el sacerdote Simon Li Zhigang fue elegido obispo, sin el consentimiento de la Santa Sede, pero murió a la edad de 48 años antes de recibir la ordenación episcopal. Después de otros tres años de sede vacante, el 8 de mayo de 2014, según los procedimientos de la Conferencia Episcopal "oficial", fue elegido el sacerdote Joseph Tang Yuange. Recibió la aprobación de la Santa Sede en octubre de 2015 y fue consagrado obispo el 30 de noviembre de 2016, más de dos años después de su nombramiento.
El 22 de septiembre de 2018 se firmó en Pekín el Acuerdo provisional entre la Santa Sede y la República Popular de China sobre el nombramiento de los obispos. El 22 de octubre de 2020 el acuerdo fue prorrogado por otros dos años y en octubre de 2022 por otros dos años más.
Debido a la situación particular de la Iglesia católica en China, la Santa Sede no nombra obispos para las diócesis chinas, que son sedes oficialmente vacantes incluso en presencia de obispos reconocidos por Roma.

## Misiones redentoristas españolas

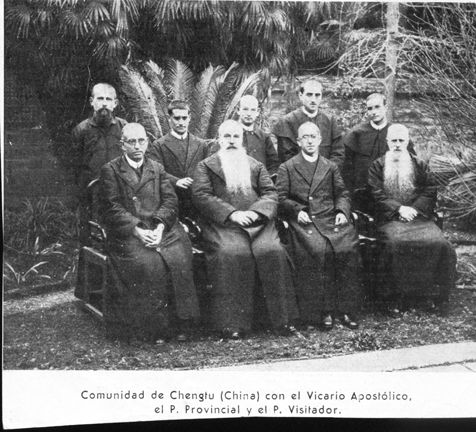
Comunidad de los redentoristas españoles de Chengtu, con Jacques Rouchouse, el vicario apostólico de Chengtu por entonces.

Una comunidad de redentoristas españoles había estado activa en el vicariato apostólico de Chengtu y el vicariato apostólico de Ningyuanfu, antes de ser expulsada por el régimen comunista en 1952. Su primera fundación permanente se realizó en Chengdu el 24 de abril de 1934, en el Callejón del Mercado de Ovejas, y se amplió para incluir una casa misional y una capilla.
El volumen de trabajo aumentó después de la fundación de la segunda casa misional en 1938 en Ningyuanfu. Posteriormente, las dos fundaciones de Sichuan pasaron a denominarse viceprovincia con el padre José Pedrero como superior.

## Estadísticas
Según el Anuario Pontificio 2002 la diócesis tenía a fines de 1950 un total de 40 240 fieles bautizados.
| Año                                                                             | Población            | Población  | Población      | Sacerdotes | Sacerdotes    | Sacerdotes    | Bautizados por sacerdote | Diáconos permanentes | Religiosos | Religiosos | Parroquias |
| Año                                                                             | Bautizados católicos | Total      | % de católicos | Total      | Clero secular | Clero regular | Bautizados por sacerdote | Diáconos permanentes | Varones    | Mujeres    | Parroquias |
| ------------------------------------------------------------------------------- | -------------------- | ---------- | -------------- | ---------- | ------------- | ------------- | ------------------------ | -------------------- | ---------- | ---------- | ---------- |
| 1950                                                                            | 40 240               | 20 000 000 | 0.2            | 95         | 73            | 22            | 423                      |                      | 22         | 88         | 52         |
| Fuente: Catholic-Hierarchy, que a su vez toma los datos del Anuario Pontificio. |                      |            |                |            |               |               |                          |                      |            |            |            |

## Episcopologio

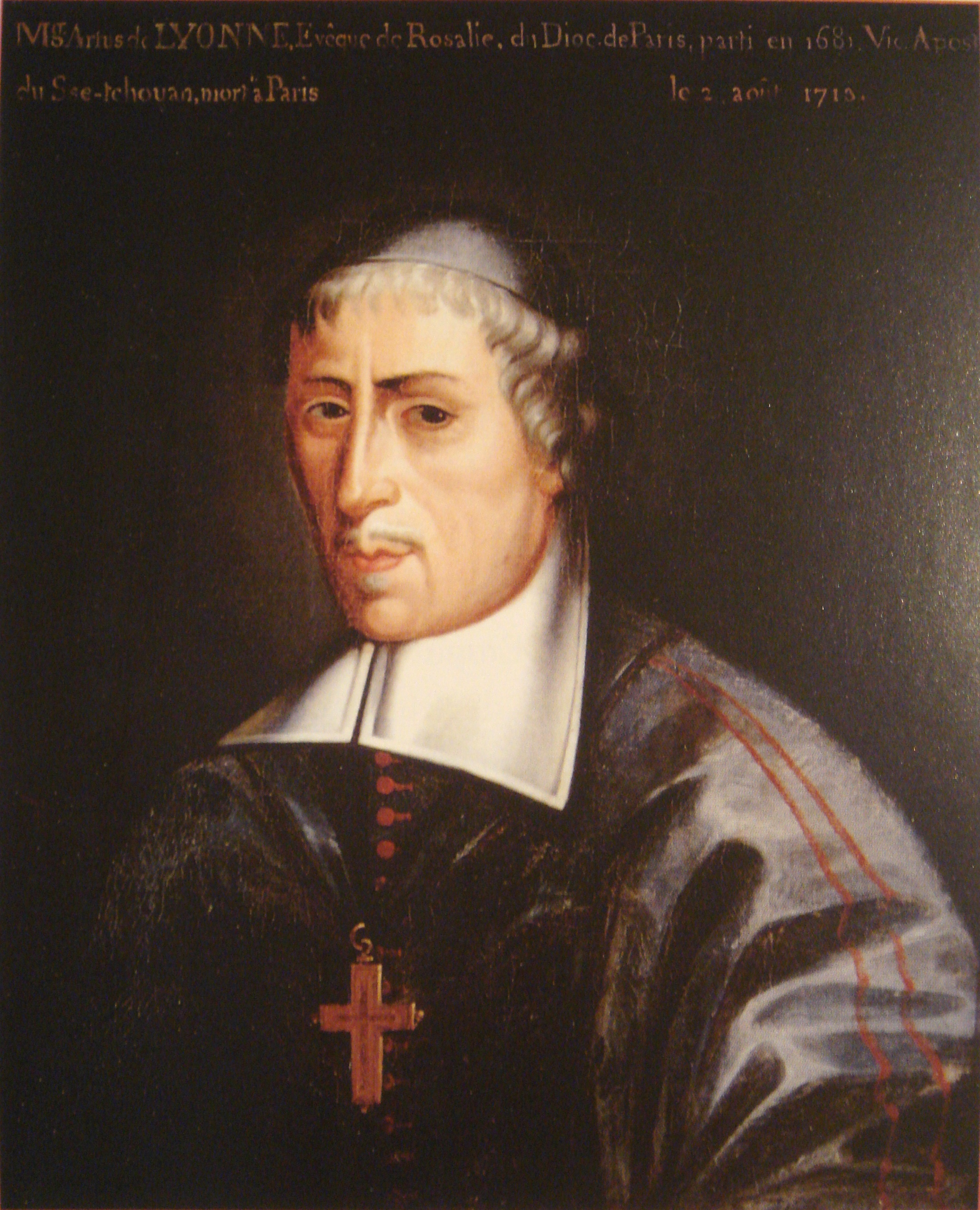
Artus de Lionne, primer vicario apostólico de Se-Chuan

### Vicarios apostólicos de Se-Chuan
- Arthus de Lionne, M.E.P. † (22 de octubre de 1696-2 de agosto de 1713 falleció)
- Johannes Müllener, C.M. † (15 de septiembre de 1715-17 de diciembre de 1742 falleció)
- Louis Marie Maggi, O.P. † (17 de diciembre de 1742-20 de agosto de 1743 falleció)
- Joachim-Enjobert de Martiliat, M.E.P. † (20 de agosto de 1743-24 de agosto de 1755 falleció)
  - Sede vacante (1755-1767)
- François Pottier, M.E.P. † (24 de enero de 1767-28 de septiembre de 1792 falleció)
- Jean-Didier de Saint Martin, M.E.P. † (28 de septiembre de 1792 por sucesión-15 de noviembre de 1801 falleció)
- San Jean-Gabriel-Taurin Dufresse, M.E.P. † (15 de noviembre de 1801 por sucesión-14 de septiembre de 1815 falleció)
- Giacomo Luigi Fontana, M.E.P. † (9 de mayo de 1817-11 de julio de 1838 falleció)[nota 1]
- Jacques-Léonard Pérocheau, M.E.P. † (11 de julio de 1838 por sucesión-2 de abril de 1856)

### Vicarios apostólicos de Se-Chuan Noroccidental
- Jacques-Léonard Pérocheau, M.E.P. † (2 de abril de 1856-6 de mayo de 1861 falleció)
- Annet-Théophile Pinchon, M.E.P. † (6 de mayo de 1861 por sucesión-26 de octubre de 1891 falleció)
- Marie-Julien Dunand, M.E.P. † (21 de abril de 1893-4 de agosto de 1915 falleció)
- Jacques-Victor-Marius Rouchouse, M.E.P. † (28 de enero de 1916-3 de diciembre de 1924)

### Vicario apostólico de Chengtu
- Jacques-Victor-Marius Rouchouse, M.E.P. † (3 de diciembre de 1924-11 de abril de 1946 nombrado obispo)

### Obispo de Chengtu

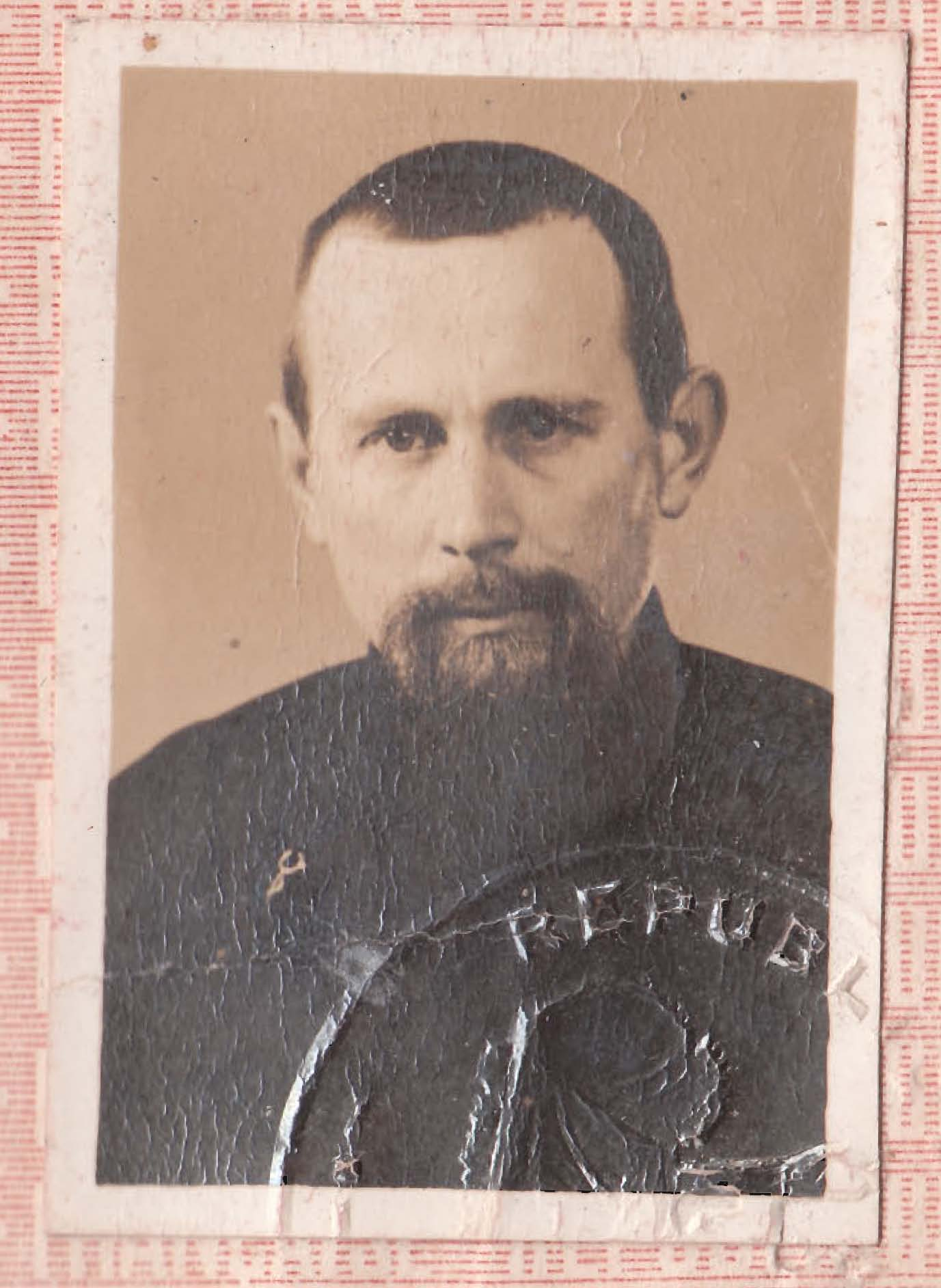
Obispo Henri Pinault

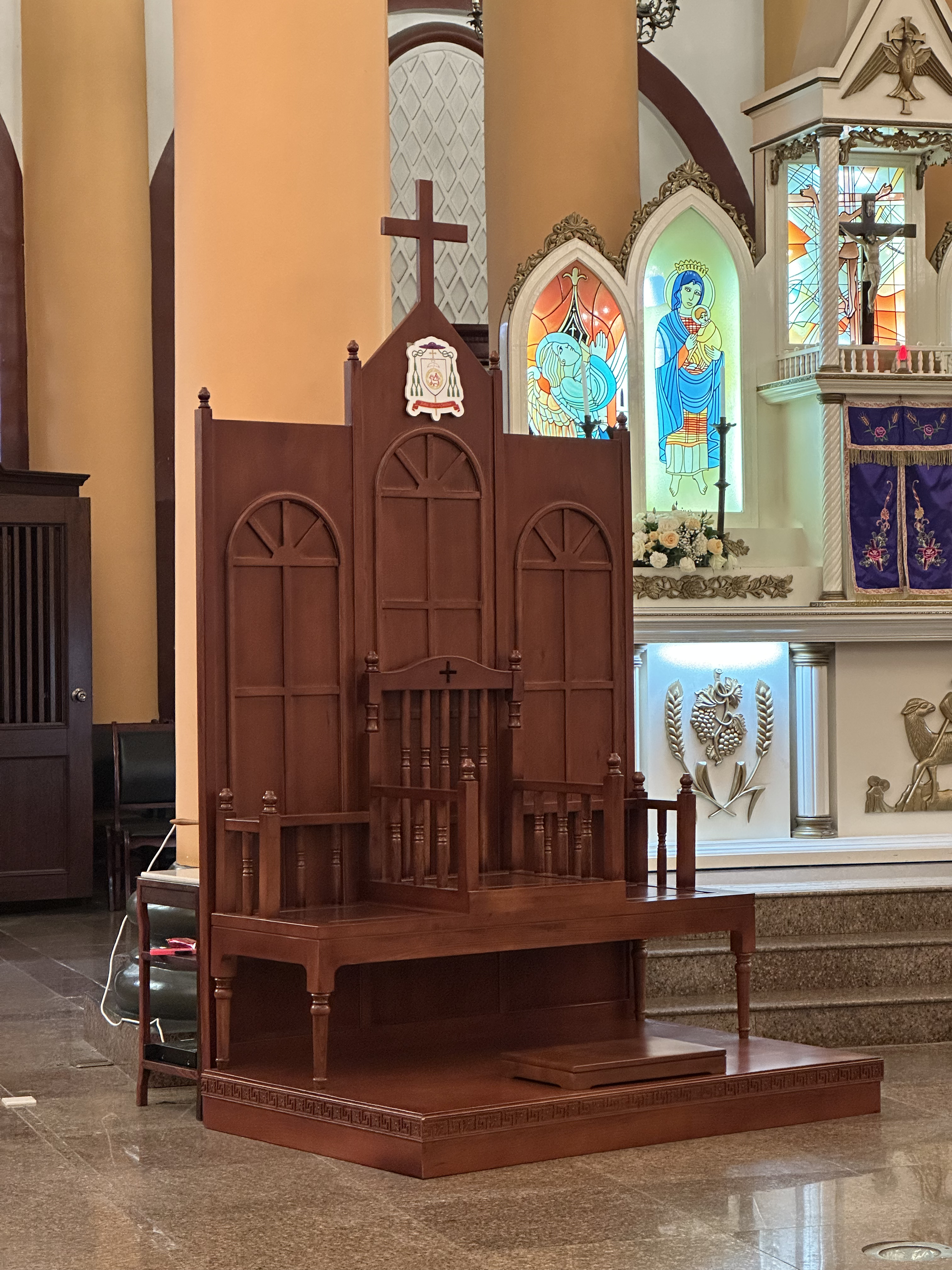
Cátedra

- Jacques-Victor-Marius Rouchouse, M.E.P. † (11 de abril de 1946-20 de diciembre de 1948 falleció)

### Obispos de Chengdu
- Henri-Marie-Ernest-Désiré Pinault, M.E.P. † (14 de julio de 1949-1983 retirado)
  - Sede vacante
  - John Li Xi-ting † (6 de julio de 1958 consagrado-28 de mayo de 1989 falleció)
  - Michael Liu Xian-ru † (24 de febrero de 1992 consagrado-25 de octubre de 1998 falleció)
  - Joseph Tang Yuange, ordenado el 30 de noviembre de 2016